# Heinz Fröhlich
Heinz Fröhlich (* 15. Februar 1926 in Leipzig; † 27. Dezember 1999 ebenda) war ein deutscher Fußballspieler und gehörte zu den ersten Nationalspielern der DDR.

## DDR-Fußballmeister in Leipzig
In den 1950er Jahren gehörte Heinz Fröhlich zu den bekanntesten Leipziger Fußballspielern. Er hatte bereits vor dem Zweiten Weltkrieg als Jugendlicher bei der Spielvereinigung Leipzig mit dem Fußball begonnen und schloss sich 1945 dem Nachfolgeverein Sportgemeinschaft Lindenau-Hafen an. Auch als 1949 die SG in der neu gegründeten Zentralen Sportgemeinschaft Industrie Leipzig aufging, gehörte Fröhlich zum Kader der Fußballmannschaft. Ein Jahr später in Betriebssportgemeinschaft Chemie umbenannt, gewann die Mannschaft 1951 die 2. DDR-Fußballmeisterschaft. Heinz Fröhlich wurde in allen 36 Meisterschaftsspielen eingesetzt und erzielte meist als linker Halbstürmer spielend sieben Tore. Im gleichen Jahr stand Fröhlich in der Landesauswahl Sachsen, die im Endspiel um den DDR-Länderpokal mit 2:1 über die Auswahl von Sachsen-Anhalt siegte.

## Vom Nationalspieler zum Volkspolizisten und Zweitligisten
In der Saison 1951/52 bekam die BSG Chemie mit der Mannschaft der Kasernierten Volkspolizei Vorwärts Leipzig in der DDR-Oberliga einen Lokalrivalen. Am Saisonende setzten sich die Chemiker zwar mit einem 3. Platz gegenüber dem 15. Platz der Polizeimannschaft klar durch, doch zu Beginn der Spielzeit 1952/53 begannen begleitet von politischem Druck massive Abwerbeversuche durch Vorwärts Leipzig. Die Mannschaft war von der zentralen Sportvereinigung Vorwärts zum Fußballschwerpunkt erklärt worden und benötigte zur Qualitätssteigerung dringend besseres Spielermaterial. Da die ins Auge gefassten Chemie-Spieler wenig Bereitschaft für einen Wechsel zeigten, wurde der Hebel bei den Spielern angesetzt, die Mitglied der DDR-Staatspartei SED waren. Sie erhielten den Auftrag, ihre Mannschaftskameraden zum Wechsel zu veranlassen. Zu den SED-Mitgliedern gehörte auch Heinz Fröhlich. Im Dezember 1952 waren dann schließlich acht Chemie-Spieler bereit, sich der Vorwärtsmannschaft anzuschließen, unter ihnen auch Fröhlich, der anschließend in der „Neuen Fußball-Woche“ erklärte: „Wir sind aus Überzeugung heraus zu den Streitkräften gegangen. Bei keinem stehen irgendwelche materiellen Gesichtspunkte im Vordergrund“. Mit Werner Eilitz, Horst Scherbaum und auch Fröhlich hatten drei der übergetretenen Akteure noch an den ersten beiden Länderspielen der DDR für Chemie Leipzig teilgenommen (21. September 1952 0:3 gegen Polen, 26. Oktober 1952 1:3 gegen Rumänien). Das Leipziger Fußballpublikum wertete das Wechselspiel eher als Verrat und strafte die Vorwärtsmannschaft mit Missachtung. Als auch noch der sportliche Erfolg ausblieb, entschloss sich Sportvereinigung Vorwärts im April 1953, die gesamte Mannschaft nach Berlin zu versetzen. Am Ende der Saison stieg die jetzt unter der Bezeichnung ZASK Vorwärts Berlin spielende Mannschaft aus der Oberliga ab, Heinz Fröhlich und seine übrigen Leipziger National- und Meisterspieler spielten nun in Berlin zweitklassig.

## Rückkehr nach Leipzig
In der zweitklassigen DDR-Liga reifte die zusammengewürfelte und umgesiedelte Mannschaft endlich zu einer konstanten Einheit und erreichte den sofortigen Wiederaufstieg. Gekrönt wurde die Saison 1953/54 mit dem Gewinn des DDR-Pokals (FDGB-Pokal). Bei 2:1 über Motor Zwickau erzielte Fröhlich per Elfmeter das Siegtor. Kaum in die höchste DDR-Spielklasse aufgestiegen, geriet die Vorwärts-Mannschaft erneut in Turbulenzen. Nach einem gescheiterten Experiment mit der Fußballmannschaft des SC DHfK Leipzig wurde ein Großteil deren Spieler zu Vorwärts Berlin „delegiert“. Da dadurch der Kader übermäßig angewachsen wäre, wurde es den Berliner Spielern freigestellt, sich der wiederbelebten Armeesportgemeinschaft Vorwärts Leipzig anzuschließen. Mehrere ehemalige Leipziger Spieler nahmen das Angebot an, in ihre Heimat zurückzukehren. Zu den Rückkehrern gehörte auch Heinz Fröhlich, der jedoch nicht zur ASG Vorwärts, sondern zum neu gegründeten SC Lokomotive Leipzig, Nachfolger der BSG Chemie, wechselte. Nach mäßigen Leistungen in der Saison 1954/55 (11.) erreichte Fröhlichs neue Mannschaft 1956 den 3. Platz. In der folgenden Saison konnte Fröhlich für sich einen weiteren Titel erringen. Am 22. Dezember 1957 stand er zum zweiten Mal in seiner Karriere in einem Pokalendspiel, und wie vor drei Jahren erzielte er mit einem Elfmeter das 2:1-Siegtor, diesmal gegen Empor Rostock. Nach Abschluss der Saison 1958 beendete Fröhlich seine Karriere in Leipzig und nahm nach kurzen Episoden beim Drittligisten Dynamo Schwerin und bei Dynamo Berlin Ende (noch einmal zwei Oberligaeinsätze) 1960 im Alter von 34 Jahren Abschied vom aktiven Fußball. Auf seinem Konto stehen zwischen 1949 und 1960 211 Oberligaspiele, in denen er 50 Tore erzielte. 

## Erfolgsbilanz
- 1951: DDR-Fußballmeister mit Chemie Leipzig
- 1951: DDR-Länderpokal für Sachsen
- 1952: zwei Länderspielberufungen
- 1954: DDR-Pokalsieger mit Vorwärts Berlin
- 1957: DDR-Pokalsieger mit Lok Leipzig

## Politische Karriere
Nachdem Heinz Fröhlich in Berlin sein letztes Oberligaspiel bestritten hatte, wandte er sich als SED-Parteimitglied seit den frühen 1950er Jahren der Politik zu. Er erhielt die Möglichkeit, in der Moskauer Lomonossow-Universität ein Studium der Staatswissenschaften zu absolvieren und wurde später in seiner Heimatstadt Leipzig zum 1. Sekretär (Parteichef) der SED-Stadtleitung berufen. In dieser Position, die er lange Jahre bekleidete, war er der wichtigste Entscheidungsträger der zweitgrößten Stadt der DDR.